# Crédit Agricole Suisse Open Gstaad 2013
Crédit Agricole Suisse Open Gstaad 2013 byl tenisový turnaj pořádaný jako součást mužského okruhu ATP World Tour, který se hrál na otevřených antukových dvorcích. Konal se mezi 20. až 28. červencem 2013 ve švýcarském Gstaadu jako 46. ročník turnaje.
Turnaj s rozpočtem 467 800 eur patřil do kategorie ATP World Tour 250. Nejvýše nasazeným hráčem ve dvouhře byla světová pětka Roger Federer ze Švýcarska, který ve svém úvodním utkání druhého kola nestačil na Němce Brandse.

## Mužská dvouhra

### Nasazení
| Stát      | Hráč                  | ATP1) | Nasazení |
| --------- | --------------------- | ----- | -------- |
| Švýcarsko | Roger Federer         | 5.    | 1.       |
| Švýcarsko | Stanislas Wawrinka    | 10.   | 2.       |
| Srbsko    | Janko Tipsarević      | 16.   | 3.       |
| Argentina | Juan Mónaco           | 20.   | 4.       |
| Španělsko | Feliciano López       | 31.   | 5.       |
| Rusko     | Michail Južnyj        | 32.   | 6.       |
| Česko     | Lukáš Rosol           | 40.   | 7.       |
| Španělsko | Roberto Bautista-Agut | 49.   | 8.       |

- 1) Žebříček ATP k 15. červenci 2013.[2]

### Jiné formy účasti
Následující hráči obdrželi divokou kartu do hlavní soutěže:
- Marco Chiudinelli
- Roger Federer
- Henri Laaksonen

Následující hráči postoupili z kvalifikace:
- Dustin Brown
- Victor Crivoi
- Jan Hernych
- João Souza

### Odhlášení
před zahájením turnaje
- Jérémy Chardy
- Nikolaj Davyděnko
- Benoît Paire

### Skrečování
- Roberto Bautista-Agut
- Stanislas Wawrinka

## Mužská čtyřhra

### Nasazení
| Stát               | Hráč              | Stát         | Hráč          | ATP1) | Nasazení |
| ------------------ | ----------------- | ------------ | ------------- | ----- | -------- |
| Itálie             | Daniele Bracciali | Slovensko    | Filip Polášek | 88.   | 1.       |
| Švédsko            | Johan Brunström   | Jižní Afrika | Raven Klaasen | 109.  | 2.       |
| Spojené království | Jamie Murray      | Austrálie    | John Peers    | 122.  | 3.       |
| Německo            | Dustin Brown      | Austrálie    | Paul Hanley   | 126.  | 4.       |

- 1) Žebříček ATP k 15. červenci 2013; číslo je součtem umístění obou členů páru.

### Jiné formy účasti
Následující páry obdržely divokou kartu do hlavní soutěže:
- Marco Chiudinelli /  Henri Laaksonen
- Alexander Ritschard /  Alexander Sadecky

### Odstoupení
v průběhu turnaje
- Roberto Bautista-Agut

## Přehled finále

### Mužská dvouhra
- Michail Južnyj vs.  Robin Haase, 6–3, 6–4

### Mužská čtyřhra
- Jamie Murray /  John Peers vs.  Pablo Andújar /  Guillermo García-López, 6–3, 6–4